# Премія БАФТА у кіно (77-ма церемонія вручення)
77-а церемонія вручення нагород Британською академією телебачення та кіномистецтва, більш відома як БАФТА, відбулась 18 лютого 2024 року в Королівському фестивальному залі в лондонському Саутбенк-центрі, де були відзначені найкращі національні та іноземні фільми 2023 року.
Церемонію вперше провів актор Девід Теннант: «Я радий, що мене попросили провести церемонію вручення кінопремії BAFTA і допомогти відзначити найкращі фільми цього року та багатьох блискучих людей, які втілили їх у життя», — сказав Теннант. Церемонія транслювалась в прямому етері на BBC One та iPlayer у Великій Британії, а також на BritBox International у Канаді, Данії, Фінляндії, Норвегії, Південній Африці, Швеції та США.
Шорт-листи БАФТА були оголошені 5 січня 2024 р. Номінації були оголошені в прямому етері колишніми номінантами у категорії висхідна зірка Наомі Аккі та Кінгслі Бен-Адір. Переможці були оголошені 18 лютого 2024 року.
Тріо «Барбі», «Вбивці квіткової повні» та «Оппенгеймер» очолили лонг-лист, набравши по п'ятнадцять номінацій; ця кількість згадувань у лонг-листі дорівнює рекорду минулорічного «На Західному фронті без змін». Далі йдуть «Бідолахи» та «Маестро» з чотирнадцятьма та дванадцятьма номінаціями відповідно.

## Номінанти та лавреати
| Найкращий фільм | Найкращий режисер |
| --- | --- |
| - «Оппенгеймер» - «Анатомія падіння» - «Залишені» - «Вбивці квіткової повні» - «Бідолахи» | - Крістофер Нолан — «Оппенгеймер» - Бредлі Купер — «Маестро» - Джонатан Ґлейзер — «Зона інтересів» - Ендрю Гейґ — «Всі ми незнайомці» - Александер Пейн — «Залишені» - Жустін Тріє — «Анатомія падіння» |
| Найкраща чоловіча роль | Найкраща жіноча роль |
| - Кілліан Мерфі — «Оппенгеймер» (за роль Роберта Оппенгеймера) - Бредлі Купер — «Маестро» (за роль Леонарда Бернстайна) - Колман Домінго — «Растін» (за роль Байарда Растіна) - Пол Джаматті — «Залишені» (за роль Пола Ханема) - Баррі Кеоган — «Солтберн» (за роль Олівера Квіка) - Тео Ю — «Минулі життя»(за роль Хе Сона) | - Емма Стоун — «Бідолахи» (за роль Белли Бакстер) - Фантазія — «Барва пурпурова» (за роль Сілі) - Сандра Гюллер — «Анатомія падіння» (за роль Сандри Войтер) - Кері Малліган — «Маестро» (за роль Фелісії Монтеалегре) - Вів'єн Опара — «Рай Лейн» (за роль Фелісії Монтеалегре) - Марго Роббі — «Барбі» (за роль Барбі) |
| Найкраща чоловіча роль другого плану | Найкраща жіноча роль другого плану |
| - Роберт Дауні-молодший — «Оппенгеймер» (за роль Льюїса Штрауса) - Роберт Де Ніро — «Вбивці квіткової повні» (за роль Вільяма Хейла) - Джейкоб Елорді — «Солтберн» (за роль Фелікса Кеттона) - Раян Ґослінґ — «Барбі» (за роль Кена) - Пол Мескаль — «Всі ми незнайомці» (за роль Гаррі) - Домінік Сесса — «Залишені» (за роль Ангуса Таллі) | - Да'Він Джой Рендольф — «Залишені» (за роль Мері Лемб) - - Емілі Блант — «Оппенгеймер» (за роль Кетрін Оппенгеймер) - Даніель Брукс — «Барва пурпурова» (за роль Елізабет) - Клер Фой — «Всі ми незнайомці» (за роль мами) - Сандра Гюллер — «Зона інтересів» (за роль Гедвіг Хесс) - Розамунд Пайк — «Солтберн» (за роль Елсбет Кеттон)                                                                                                  |
| Найкращий оригінальний сценарій | Найкращий адаптований сценарій |
| - Жустін Тріє та Артур Гарарі — «Анатомія падіння» - Ґрета Ґервіґ та Ноа Баумбак — «Барбі» - Девід Гемінґсон — «Залишені» - Бредлі Купер та Джош Сінгер — «Маестро» - Селін Сонг — «Минулі життя» | - Корд Джефферсон — «Американське чтиво» - Ендрю Гейґ — «Всі ми незнайомці» - Крістофер Нолан — «Оппенгеймер» - Тоні Макнамара — «Бідолахи» - Зона інтересів — «Джонатан Ґлейзер» |
| Найкращий анімаційний фільм | Найкращий документальний фільм |
| - «Хлопчик і чапля» - «Втеча з курника 2» - «Стихії» - «Людина-павук: Крізь Всесвіт» | - «20 днів у Маріуполі» — Мстислав Чернов та Рані Аронсон-Рат - «Американська симфонія» — Метью Хайнеман, Лорен Доміно та Джоедан Окун - «За межами утопії» — Мадлен Гевін, Рейчел Коен та Яна Едельбаум - «На фото: фільм Майкла Джей Фокса» — Девіс Гуггенхайм, Джонатан Кінг та Аннетта Маріон - «Бам!» — Кріс Сміт |
| Найкращий неангломовний фільм | Найкращий кастинг |
| - «Зона інтересів» — Джонатан Ґлейзер - «20 днів у Маріуполі» — Мстислав Чернов та Рані Аронсон-Рат - «Анатомія падіння» — Жустін Тріє, Марі-Анж Лучані та Девід Тіон - «Минулі життя» — Селін Сонг, Девід Інохоса, Памела Коффлер і Крістін Вакон - «Снігова спільнота» — Хуан Антоніо Байона та Белен Атіенса | - «Залишені» — Сьюзен Шопмейкер - «Всі ми незнайомці» — Келін Кроуфорд - «Анатомія падіння» — Синтія Арра - «Як займатися сексом» — Ізабелла Одоффін - «Вбивці квіткової повні» — Еллен Льюїс та Рене Хейнс |
| Найкраща операторська робота | Найкращий дизайн костюмів |
| - «Оппенгеймер» — Хойт ван Гойтема - «Вбивці квіткової повні» — Родріго Прієто - «Маестро» — Метью Лібатік - «Бідолахи» — Роббі Райан - «Зона інтересів» — Лукаш Жал | - «Бідолахи» — Холлі Уоддінгтон - «Барбі» — Жаклін Дюрран - «Вбивці квіткової повні» — Жаклін Вест - «Наполеон» — Девід Кроссман та Дженті Йейтс - «Оппенгеймер» — Еллен Мірошник |
| Найкращий монтаж | Найкращий грим та зачіски |
| - «Оппенгеймер» — Дженніфер Ламе - «Анатомія падіння» — Лоран Сенешаль - «Вбивці квіткової повні» — Тельма Шунмейкер - «Бідолахи» — Йоргос Мавропсарідіс - «Зона інтересів» — Пол Воттс | - «Бідолахи» — Надя Стейсі, Марк Кульє та Джош Вестон - «Вбивці квіткової повні» — Кей Георгіу та Томас Неллен - «Маестро» — Сіан Грігг, Кей Георгіу, Казу Хіро та Лорі МакКой-Белл - «Наполеон» — Яна Карбоні, Франческо Пегоретті, Сатіндер Чамбер та Джулія Вернон - «Оппенгеймер» — Луїза Абель, Хайме Лі Макінтош, Джейсон Хеймер та Ахоу Мофід                                                                                       |
| Найкраща музика до фільму | Найкраща робота художника-постановника |
| - Людвіг Йоранссон — «Оппенгеймер» - Роббі Робертсон — «Вбивці квіткової повні» (посмертно) - Ерскін Фендрікс — «Бідолахи» - Ентоні Вілліс — «Солтберн» - Деніел Пембертон — «Людина-павук: Крізь Всесвіт» | - «Бідолахи» — Шона Хіт, Джеймс Прайс та Жужа Михалек - «Барбі» — Сара Грінвуд та Кеті Спенсер - «Вбивці квіткової повні» — Джек Фіск та Адам Вілліс - «Оппенгеймер» — Рут Де Йонг та Клер Кауфман - «Зона інтересів» — Сет Хілл, Скотт Р. Фішер, Брайан Літсон і Райан Тадхоуп |
| Найкращий звук | Найкращі візуальні ефекти |
| - «Зона інтересів» — Віллі Бертон, Річард Кінг, Кевін О'Коннелл та Гері А. Ріццо - «Феррарі» — Анджело Бонанні, Тоні Ламберті, Енді Нельсон, Лі Орлофф та Бернард Вайзер - «Маестро» — Річард Кінг, Стів Морроу, Том Озаніч, Джейсон Рудер та Дін Зупанчіч - «Місія неможлива: Розплата. Частина перша» — Кріс Бердон, Джеймс Х. Мазер, Кріс Манро та Марк Тейлор - «Оппенгеймер» — Деб Адер, Стівен Гріффітс, Енді Шеллі, Стів Сінгл і Роланд Вінке | - «Бідолахи» — Саймон Г'юз - «Творець» — Джонатан Баллок, Шармейн Чан, Ян Комлі та Джей Купер - «Вартові галактики 3» — Тео Бялек, Стефан Черетті, Алексіс Вайсброт та Гай Вільямс - «Місія неможлива: Розплата. Частина перша» — Ніл Корболд, Сімона Коко, Джефф Сазерленд та Алекс Вутке - «Наполеон» — Генрі Баджетт, Ніл Корболд, Чарлі Хенлі та Люк-Евен Мартін-Фенуйє                                                                |
| Найкращий британський фільм | Найкращий дебют сценариста, режисера або продюсера |
| - «Зона інтересів» - «Всі ми незнайомці» - «Як займатися сексом» - «Наполеон» - «Старий дуб» - «Бідолахи» - «Рій Лейн» - «Солтберн» - «Утилізатор» - «Вонка» - «Плавчині» | - «Мама Землі» — Савана Ліф (сценарист, режисер, продюсер), Ширлі О'Коннор (продюсер) та Медб Ріордан (продюсер) - «Blue Bag Life» — Ліза Селбі (режисер), Ребекка Ллойд-Еванс (режисер, продюсер) та Алекс Фрай (продюсер) - «Бобі Вайн: Народний президент» — «Крістофер Шарп (режисер) [також режисер Мозес Бвайо] - »Як займатися сексом" — Моллі Меннінг Вокер (сценарист, режисер) - «Чи є там хтось?» — Елла Глендінінг (режисерка) |
| Найкращий британський анімаційний короткометражний фільм | Найкращий британський документальний короткометражний фільм |
| - День краба" — Росс Стрінгер, Бартош Станіславек та Олександра Сикулак - «Видиме виправлення» — Саманта Мур і Тіллі Бенкрофт - «Дикий виклик» — Карні Аріелі, Сол Фрід та Джей Вуллі" | - «Медузи та омари» — Ясмін Афіфі та Елізабет Руфаї - «Фестиваль ляпасів» — Абду Сіссе, Шері Дарбон та Джордж Тельфер - «Горка» — Джо Вайланд та Алекс Джефферсон - «Такий чудовий день» — Саймон Вудс, Поллі Стоукс, Емма Нортон і Кейт Фіббс - «Жовтий» — Ельхам Ехсас, Діна Мусаві, Азім Бхаті та Янніс Манолопулос |
| Висхідна зірка | |
| - Міа МакКенна-Брюс - Фібі Дайневор - Айо Едебірі - Джейкоб Елорді - Софі Уайльд | |

## Інформація про церемонію
Цьогорічна церемонія транслювалась в прямому ефірі на BBC One та iPlayer у Великій Британії. Вона також була доступна для перегляду на BritBox International в Канаді, Данії, Фінляндії, Норвегії, Південній Африці, Швеції та Сполучених Штатах.

## Статистика
Нижче наведено картини, які отримали декілька номінацій:
| Номінації | Фільми                                     |
| --------- | ------------------------------------------ |
| 13        | «Оппенгеймер»                              |
| 8         | «Бідолахи»                                 |
| 7         | «Вбивці квіткової повні»                   |
| 7         | «Зона інтересів»                           |
| 7         | «Анатомія падіння»                         |
| 7         | «Залишені»                                 |
| 7         | «Маестро»                                  |
| 7         | «Всі ми незнайомці»                        |
| 5         | «Барбі»                                    |
| 5         | «Солтберн»                                 |
| 4         | «Наполеон»                                 |
| 3         | «Як займатися сексом»                      |
| 3         | «Минулі життя»                             |
| 2         | «20 днів у Маріуполі»                      |
| 2         | «Барва пурпурова»                          |
| 2         | «Місія неможлива: Розплата. Частина перша» |
| 2         | «Рій Лейн»                                 |
| 2         | «Людина-павук: Крізь Всесвіт»              |